# Języki indoaryjskie

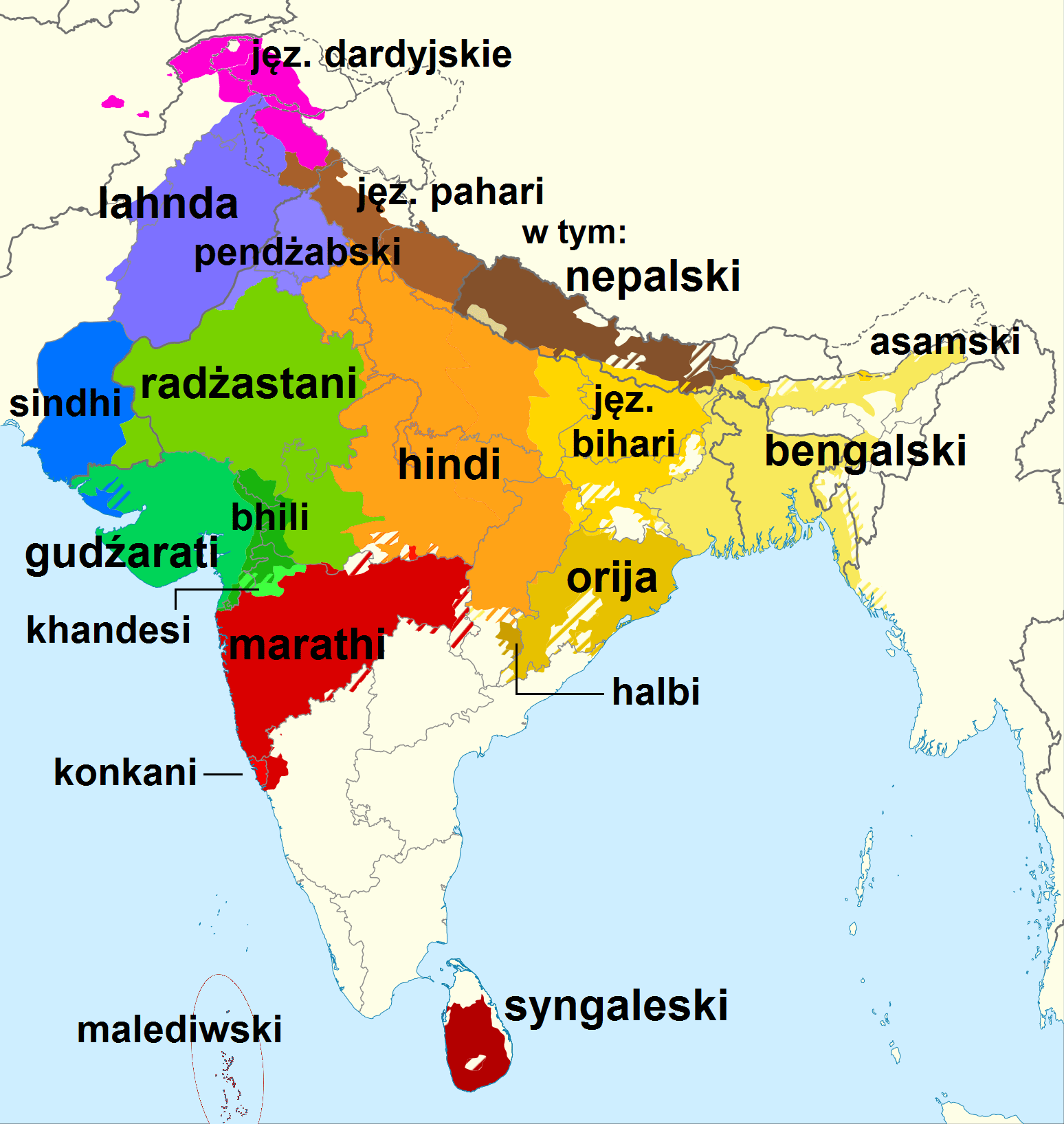
Rozmieszczenie wybranych języków indoaryjskich

Języki indoaryjskie (indyjskie) – grupa języków indoeuropejskich. Grupa ta oraz grupy językowe: irańska oraz dardyjska tworzyły przed 1500 r. p.n.e. jedną wspólnotę językowo-kulturową (zobacz: języki indoirańskie). Językami tej grupy posługiwali się Indoariowie, którzy zaczęli zasiedlać subkontynent indyjski około I poł. II tysiąclecia p.n.e.
Języki indoaryjskie wyodrębniły się około 1500 r. p.n.e., a ich zasięg pokrywał się z zasięgiem dorzecza Indusu. Z tego okresu pochodzą najstarsze zabytki okresu staroindyjskiego (1500–500 r. p.n.e.) – Wedy spisane językiem wedyjskim. W okresie średnioindyjskim (500 r. p.n.e. – 1000 r. n.e.) język wedyjski przekształcił się w sanskryt klasyczny i jego potoczne warianty, czyli prakryty, z których jednym jest pali. Następnym stopniem w ewolucji tej grupy językowej były dialekty zwane apabhrańśa, z których w okresie nowoindyjskim (po 1000 r.) ukształtowały się współczesne języki indyjskie. Najważniejsze z nich to m.in. język hindi, urdu, bengalski, marathi, gudżarati i pendżabski. Ogółem językami z tej grupy posługuje się ponad 700 mln osób, głównie na terenie Indii, Pakistanu, Nepalu, Bangladeszu i Sri Lanki.

## System fonetyczny języków indoaryjskich
W poniższych tabelach przedstawiono system fonologiczny sanskrytu klasycznego, który z drobnymi odchyleniami jest również typowy dla współczesnych języków indoaryjskich. Podano odpowiadające poszczególnym dźwiękom znaki sylabicznego alfabetu dewanagari. Inne alfabety indyjskie są niemal dokładnym odzwierciedleniem pisma dewanagari. Jak widać w tabeli spółgłosek, dla języków indoaryjskich charakterystyczna jest fonemiczna opozycja spółgłosek zarówno dźwięcznych/bezdźwięcznych, jak i przydechowych/bezprzydechowych. Dodatkową typową cechą jest występowanie tzw. spółgłosek retrofleksywnych (wymawianych z językiem wygiętym do tyłu, tak że czubek języka dotyka podniebienia). Ta cecha najprawdopodobniej związana jest z silnym wpływem języków drawidyjskich. 

### Samogłoski
| Dewanagari | Transliteracja | Jako znak diakrytyczny z प |   | Dewanagari | Transliteracja | Jako znak diakrytyczny z प |
| ---------- | -------------- | -------------------------- | - | ---------- | -------------- | -------------------------- |
| अ          | a              | प                          | आ | ā          | पा              |                            |
| इ          | i              | पि                          | ई | ī          | पी              |                            |
| उ          | u              | पु                          | ऊ | ū          | पू              |                            |
| ऋ          | ṛ              | पृ                          | ॠ | ṝ          | पॄ              |                            |
| ऌ          | ḷ              | पॢ                          | ॡ | ḹ          | पॣ              |                            |
| ए          | e              | पे                          | ऐ | ai         | पै              |                            |
| ओ          | o              | पो                          | औ | au         | पौ              |                            |

### Spółgłoski
|                    | Zwarte         | Zwarte         | Zwarte       | Zwarte       | Zwarte       | Zwarte         | Zwarte         | Zwarte         | Zwarte      | Zwarte      | Zwarte      | Zwarte       | Nosowe       | Nosowe       | Nosowe | Płynne | Płynne | Płynne | Szczelinowe | Szczelinowe | Szczelinowe | Szczelinowe | Szczelinowe | Szczelinowe |
| Bezdźwięczne       | Bezdźwięczne   | Bezdźwięczne   | Bezdźwięczne | Bezdźwięczne | Bezdźwięczne | Dźwięczne      | Dźwięczne      | Dźwięczne      | Dźwięczne   | Dźwięczne   | Dźwięczne   |              | Nosowe       | Nosowe       | Nosowe | Płynne | Płynne | Płynne | Szczelinowe | Szczelinowe | Szczelinowe | Szczelinowe | Szczelinowe | Szczelinowe |
| Nieprzydechowe     | Nieprzydechowe | Nieprzydechowe | Przydechowe  | Przydechowe  | Przydechowe  | Nieprzydechowe | Nieprzydechowe | Nieprzydechowe | Przydechowe | Przydechowe | Przydechowe | Bezdźwięczne | Bezdźwięczne | Bezdźwięczne | Nosowe | Płynne | Płynne | Płynne | Dźwięczne   | Dźwięczne   | Dźwięczne   |             |             |             |
| ------------------ | -------------- | -------------- | ------------ | ------------ | ------------ | -------------- | -------------- | -------------- | ----------- | ----------- | ----------- | ------------ | ------------ | ------------ | ------ | ------ | ------ | ------ | ----------- | ----------- | ----------- | ----------- | ----------- | ----------- |
| Tylnojęzykowe      | क              | ka             | kə           | ख            | kha          | kʰə            | ग              | ga             | ɡə          | घ           | gha         | ɡʱə          | ङ            | ṅa           | ŋə     |        |        |        |             |             |             | ह           | ha          | ɦə hə       |
| Miękkopodniebienne | च              | ca             | tʃə tsə      | छ            | cha          | tʃʰə tsʰə      | ज              | ja             | dʒə dzə     | झ           | jha         | dʒʱə dzʱə    | ञ            | ña           | ɲə     | य      | ya     | jə     | श           | śa          | ɕə ʃə       |             |             |             |
| Retrofleksywne     | ट              | ṭa             | ʈə           | ठ            | ṭha          | ʈʰə            | ड              | ḍa             | ɖə          | ढ           | ḍha         | ɖʱə          | ण            | ṇa           | ɳə     | र      | ra     | ɹə ɾə  | ष           | ṣa          | ʂə ʃə       |             |             |             |
| Zębowe             | त              | ta             | t̪ə           | थ            | tha          | t̪ʰə            | द              | da             | d̪ə          | ध           | dha         | d̪ʱə          | न            | na           | nə     | ल      | la     | lə     | स           | sa          | sə          |             |             |             |
| Wargowe            | प              | pa             | pə           | फ            | pha          | pʰə            | ब              | ba             | bə          | भ           | bha         | bʱə          | म            | ma           | mə     | व      | va     | ʋə wə  |             |             |             |             |             |             |

W sanskrycie wedyjskim istniał dodatkowo fonem ɭ - retrofleksywne „l” („ळ”), który nie zachował się w sanskrycie klasycznym, ale przetrwał w niektórych językach nowoindyjskich, jak np. marathi i radżastani.
|      | Transliteracja | Transliteracja | Wymowa (IPA) | Wymowa (IPA) | Wymowa (IPA) |
| IAST | ITRANS         | Sanskryt       | Hindi        | Marathi      |              |
| ---- | -------------- | -------------- | ------------ | ------------ | ------------ |
| ळ    | ḷa             | La             |              |              | /ɭə/         |

Najważniejsze odchylenia od powyższego schematu
- W grupie wschodniej (np. język bengalski) trzy dźwięki: श ś ɕ, ष ṣ ʂ i स s s zlały się w jeden dźwięk ʃ
- W grupie wschodniej i północnej istnieje tendencja do zlania się dźwięków „v” ʋ i „b” b w „b” b (stąd np. wymowa i zapis „Bisznu” zamiast „Wisznu”)
- W grupie południowej (np. język marathi) głoskę ṛ („r” zgłoskotwórcze) wymawia się jako „ru” (np. Kryszna brzmi jak „Kruszna”)
- W grupie wschodniej (np. język bengalski) dźwięk अ (krótkie „a”) wymawia się jako „o”, dlatego imię Sarasvati wymawia się jak „Szoroszszoti”
- W językach znajdujących się pod silnym wpływem języka arabskiego i perskiego (dotyczy to zwłaszcza urdu, w nieco mniejszym stopniu hindi) wykształcone osoby wymawiają słowa pochodzące z tych języków zgodnie z ich wymową oryginalną, a więc z użyciem dźwięków pierwotnie nie występujących w językach indoaryjskich, takich jak z, q, x itd.

## Uproszczona klasyfikacja języków indoaryjskich
- języki indoeuropejskie
  - języki indoirańskie
    - języki indoaryjskie (850 mln)
      - wedyjski †
      - sanskryt klasyczny (średnioindyjski) †*
      - pali †*
      - prakryty †
      - mitanni †

Współczesne języki indoaryjskie (według Ethnologue):
- Grupa centralna
  - bhili
  - gudźarati
  - pendżabski
  - język radżastani
    - marwari

  - hindi
    - hindi fidżyjskie

  - urdu

- Grupa wschodnia
  - assamski
  - bengalski
  - bisznuprija-manipuri
  - bihari
    - bhodźpuri
      - karaibskie hindustani

    - magadhi
    - maithili

  - orija

- Grupa północna
  - języki pahari
    - dogri
    - garhwali
    - kumauni
    - mandeali
    - nepali

- Grupa północno-zachodnia
  - lahnda
  - sindhi

- Grupa południowa
  - konkani
  - marathi

- Grupa syngalesko-malediwska
  - syngaleski
  - malediwski

- romski - ze względu na rozbieżne hipotezy klasyfikacyjne dot. pochodzenia i przynależności języków i dialektów romskich do którejś z powyższych grup (wg klasyfikacji Ethnologue zalicza się go do grupy centralnej, wg innych klasyfikacji do grupy północno-zachodniej lub nawet syngalesko-malediwskiej), bezpieczniej jest wyodrębnić ten język jako przypadek szczególny.

Osobne grupy stanowią języki dardyjskie i języki nuristańskie, najczęściej klasyfikowane jako grupy językowe odrębne od indoaryjskich, o cechach pośrednich między językami indoaryjskimi i irańskimi, lub też jako podgrupy w obrębie języków indoaryjskich (w grupie północno-zachodniej) – według Ethnologue:
- języki dardyjskie
  - kaszmirski
  - khowar
  - kohistani
  - pashai
  - shina

- języki nuristańskie